# Fêche-l'Église
Fêche-l'Église is een gemeente in het Franse departement Territoire de Belfort (regio Bourgogne-Franche-Comté) en telt 787 inwoners (1999). Het dorp telde in 1999 787 inwoners. In het Elzassisch of het Duits heette de plaats vroeger Fesch.
De gemeente maakt deel uit van het arrondissement Belfort en sinds 22 maart 2015 van het kanton Delle. Daarvoor maakte het deel uit van het kanton Beaucourt, dat op die dag opgeheven werd.

## Geografie
De oppervlakte van Fêche-l'Église bedraagt 3,9 km², de bevolkingsdichtheid is 201,8 inwoners per km².
Het dorp ligt op gemiddeld 370 m hoogte tussen Beaucourt en Delle op 22 km van de prefectuur Belfort.
De onderstaande kaart toont de ligging van Fêche-l'Église met de belangrijkste infrastructuur en aangrenzende gemeenten.

## Demografie
Onderstaande figuur toont het verloop van het inwonertal (bron: INSEE-tellingen).

## Geschiedenis
Het dorp was al bewoond in de prehistorie, in het mesolithicum. In de Gallo-Romeinse tijd liep de Romeinse weg van Mandeure naar Augst (Augusta Rauricorum) in de Elzas. De oudste vermelding van de naam Fêche, bij die gelegenheid in het Duits Witz, is in een lijst van eigendommen van de Hertog van Oostenrijk uit 1303. Het dorp bezat toen reeds een kerk. Net als Beaucourt lag Fêche (of Fesche) toen op de grens van het graafschap Montbéliard en dat van Ferrette, maar viel onder het diocees Bazel en de gemeente Saint-Dizier-l'Évêque. Voor de Dertigjarige Oorlog lag er tussen Fêche-l'Église en Badevel nog een dorpje genaamd Fêche-Moulin, waarvan slechts de herinnering is overgebleven. Na de annexatie van het dorp aan Frankrijk in 1648, is er enige tijd ijzer gewonnen uit de ondergrond van de gemeente.
In de loop van de 19e eeuw is de bevolking van het dorp met een factor drie toegenomen door de komst van enige industrie.